# Distretto rurale di Mtwara
Il distretto rurale di Mtwara è un distretto della Tanzania situato nella regione di Mtwara. È suddiviso in 28 circoscrizioni (wards) e conta una popolazione di 228 003 abitanti (censimento 2012).
Elenco delle circoscrizioni:
- Chawi
- Dihimba
- Kiromba
- Kitaya
- Kitere
- Kiyanga
- Libobe
- Madimba
- Mahurunga
- Mayanga
- Mbawala
- Mbembaleo
- Milangominne
- Mnima
- Mpapura
- Msanga Mkuu
- Mtimbwilimbwi
- Mtiniko
- Muungano
- Namtumbuka
- Nanguruwe
- Nanyamba
- Naumbu
- Ndumbwe
- Nitekela
- Njengwa
- Tangazo
- Ziwani